# Permanganat de zinc
El permanganat de zinc és un compost inorgànic, del grup de les sals, que està constituït per anions permanganat {\displaystyle {\ce {MnO4-}}} i cations zinc (2+) {\displaystyle {\ce {Zn^{2+}}}}, la qual fórmula química és {\displaystyle {\ce {Zn(MnO4)2}}}.

## Propietats
El permanganat de zinc es presenta com un sòlid cristal·lí de color porpra. Cristal·litza en el sistema ortoròmbic. Forma l'hexahidrat {\displaystyle {\ce {Zn(MnO4)2*6H2O}}}. Té una densitat de 2,45 g/cm³. Descompon entre 90 °C i 105 °C. És deliqüescent i molt soluble en aigua. Accelera la combustió de materials combustibles, provocant l'explosió si aquest es troben finament dividits. En contacte amb líquids combustibles produeix la ignició espontània.

## Obtenció
Es pot preparar mitjançant la reacció de permanganat de potassi {\displaystyle {\ce {KMnO4}}} amb nitrat d'argent {\displaystyle {\ce {AgNO3}}} per obtenir permanganat d'argent {\displaystyle {\ce {AgMnO4}}}, el qual es tracta posteriorment amb clorur de zinc {\displaystyle {\ce {ZnCl2}}} per donar ja el permanganant de zinc:
{\displaystyle {\ce {KMnO4 + AgNO3 -> AgMnO4 + KNO3}}}{\displaystyle {\ce {2AgMnO4 + ZnCl2 -> Zn(MnO4)2 + 2AgCl}}}

## Aplicacions
S'empra com a agent oxidant en síntesi orgànica i en medicina com antisèptic i astringent. S'emprà en el tractament de la uretritis.